# Family Feud

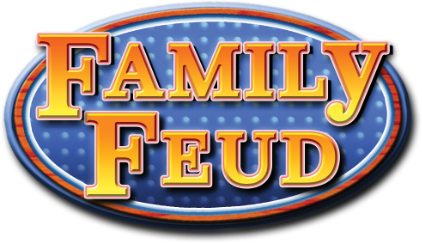
Logotyp.

Family Feud är ett amerikanskt lekprogram som leds av Steve Harvey. Två familjer ställs mot varandra och ska gissa på vad folk har svarat i olika enkäter. Programmet, som skapades av Mark Goodson, har sänts i olika omgångar sedan 1976.